# Aysun Kayacı
Aysun Kayacı (ur. 20 maja 1979 w Stambule) – turecka aktorka i modelka.

## Życiorys
W 1996 rozpoczęła pracę hostessy na targach międzynarodowych, odbywających się w Stambule. W 2004 zdobyła główną nagrodę w konkursie na najlepszą modelkę Turcji, a rok później wystąpiła po raz pierwszy w serialu telewizyjnym. Sławę przyniosła jej rola w serialu Zehirli Çiçek (reż. Samim Deger).
Przełomowy w karierze modelki okazał się rok 2007, kiedy wystąpiła w reklamie Pepsi-Coli, wyjątkowo jak na standardy tureckie nasyconej erotyzmem. Występuje w programie telewizyjnym Haydi Gel Bizimle Ol (Chodź z nami), emitowanym przez stację NTV, a także w roli agentki Yağmur w serialu z kategorii docu-crime - Gece Gunduz (Noc i dzień).
Modelka studiuje historię na uniwersytecie Yeditepe w Stambule. Ma na swoim koncie role w pięciu filmach fabularnych.
W przeszłości modelka była związana z piłkarzem Emre Aşıkem.

## Role filmowe
- 1994: Alem Buysa
- 2000: Zehirli Çiçek
- 2006: Kısık Ateşte 15 Dakika
- 2007: Çat Kapı
- 2007: Sessiz Gemiler